# Flying Over Ortobene
Flying Over Ortobene Mount In July Seventy Seven  è il secondo album del trio sardo Cadmo pubblicato dall'etichetta discografica Edizioni Dell'Isola nel 1979.

## Descrizione
Nella quarta e ultima traccia, Giuggiole, il brano è arricchito dalla presenza del sax contralto di Massimo Urbani uno tra i più grandi sassofonisti italiani.

## Tracce

### Lato 1
1. Julius Mountain's
2. Flying Over Ortobene Mount in July Seventy Seven

### Lato 2
1. Linea AZ 20
2. Giuggiole

## Formazione
- Antonello Salis - pianoforte
- Riccardo Lay  - contrabbasso
- Mario Paliano -  batteria

### Altri Musicisti
- Massimo Urbani - sax